# Blastoyz

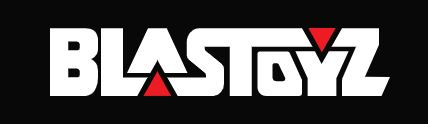
Logo von Blastoyz

Blastoyz (geboren als Kobi Nigreker) ist ein Musikproduzent und DJ, der durch seinen Beitrag zur Psytrance-Musikrichtung bekannt ist.
Im Jahr 2020 belegte Blastoyz laut DJ Mag Top 100 den 97. Platz und im Jahr 2021 den 94. Platz.

## Frühes Leben und Karriere
Kobi Nigreker entwickelte schon in jungen Jahren eine Leidenschaft für Musik und begann, mit verschiedenen Genres zu experimentieren. Schon in jungen Jahren entwickelte er eine Leidenschaft für Musik und begann, mit verschiedenen Genres zu experimentieren. Beeinflusst von der Psytrance-Musik, begann er damit, eigene Tracks zu produzieren und auf lokalen Veranstaltungen aufzutreten. Kobis Talent und Hingabe erregten schnell die Aufmerksamkeit von Musikbegeisterten, was zu Möglichkeiten für größere Auftritte und Zusammenarbeiten führte.
2021 gründete Blastoyz sein eigenes Plattenlabel namens WELVRAVE.

## Musikalischer Stil und Einfluss
Blastoyz wird für seinen unverwechselbaren Psytrance-Sound anerkannt, der sich durch kraftvolle Basslines, treibende Melodien und ausgefeiltes Sounddesign auszeichnet. Seine Tracks zeichnen sich oft durch energiegeladene Rhythmen und fesselnde Atmosphären aus und bieten Hörern und Tanzflurpublikum ein immersives Erlebnis.
Sein Song Mandala wurde mit Platin für über 100 Millionen Aufrufe und Downloads weltweit ausgezeichnet.
Die Musik von Blastoyz hat sowohl von Fans als auch von Musikkritikern positive Rückmeldungen erhalten. Bedeutende Musikpublikationen wie [insert source] loben seine Fähigkeit, traditionelle Psytrance-Elemente mit innovativen Produktionstechniken zu verbinden und so die Grenzen des Genres zu erweitern. Seine Tracks haben Millionen von Streams auf beliebten Musikplattformen generiert und wurden in renommierten Psytrance-Kompilationen vorgestellt.

## Auftritte und Zusammenarbeiten
Blastoyz ist auf renommierten Musikfestivals und Veranstaltungen weltweit aufgetreten und hat das Publikum mit seiner dynamischen Bühnenpräsenz und mitreißenden Energie begeistert. Seine Auftritte zeichnen sich durch eine nahtlose Verschmelzung von modernen Klanglandschaften, treibenden Beats und visuell beeindruckenden Produktionen aus.
Neben seiner Solokarriere hat Blastoyz mit prominenten Künstlern aus der Psytrance- und elektronischen Musikszene zusammengearbeitet. Zu den bemerkenswerten Kollaborationen gehören Tracks mit [insert artist names], die seine Position als angesehener Produzent und Kollaborateur weiter festigen.
Im Jahr 2019 war sein Song After Dark in der Netflix-Serie Insatiable (Staffel 2, Folge 1) zu hören.

## Diskografie
Blastoyz hat im Laufe seiner Karriere zahlreiche Tracks und Alben veröffentlicht. Seine Diskografie umfasst sowohl Originalproduktionen als auch Remixe und zeigt seine Vielseitigkeit als Produzent. Einige seiner Veröffentlichungen sind:
- 2012: Something for Your Mind (Geomagnetic.TV)
- 2015: We Love Rave (Nutek records)
- 2015: Step Aside (Nutek records)
- 2016: Parvati Valley (Nutek records)
- 2019: Step Aside (The Remixes) (Nutek records)
- 2019: Blastoyz, Reality Test - Kabalah (Nutek records)
- 2022: High on Acid (WELVRAVE)
- 2022: Blastoyz XTechnical Hitch Mother North (WELVRAVEs)